# Чемпионат Литвы по баскетболу среди женщин
Литовская женская баскетбольная лига (лит. Lietuvos moterų krepšinio lyga (LMKL); также Женская лига — лит. Moterų lyga, Дивизион А — лит. Divizionas A) — высший дивизион системы женских баскетбольных лиг Литвы. Управляется Литовской федерацией баскетбола (ЛФК). В сезоне 2019/2020 в лиге выступало 5 команд.

## История
До восстановления независимости Литвы и создания собственной лиги в 1990 году местные клубы играли в системе лиг чемпионата СССР по баскетболу среди женщин. Некоторые клубы совмещали участие в высшем дивизионе чемпионата СССР и в чемпионат Литовской ССР. Наилучших результатов достиг вильнюсский клуб «Кибиркштис», четырежды занимавший 3-е место в высшем дивизионе.
Литовская женская баскетбольная лига была создана 31 марта 1994 года по инициативе В. Вирбицкиса.

## Клубы
Традиционно современные литовские женские баскетбольные клубы меняют название после смены генерального спонсора.

### Количество участников
В разные годы количество участников изменялось от максимальных 11-и в 1998 году до минимальных 5-и в 2019 и 2020 годах.
| - 1995 — 7 - 1996 — 7 - 1997 — 8 - 1998 — 11 - 1999 — 10 - 2000 — 8 - 2001 — 9 - 2002 — 7 - 2003 — 7 | - 2004 — 6 - 2005 — 6 - 2006 — 6 - 2007 — 5 - 2008 — 8 - 2009 — 8 - 2010 — 8 - 2011 — 7 - 2012 — 8 | - 2013 — 8 - 2014 — 8 - 2015 — 8 - 2016 — 7 - 2017 — 7 - 2018 — 7 (5 в регулярном чемпионате и 2 начиная с полуфинала) - 2019 — 5 - 2020 — 5 |

### Становившиеся чемпионами
Ныне несуществующий каунасский «Вичи-Айстес», до окончания сезона 2009/2010 выступал в Вильнюсе под названиями «Кибиркштис», «Летувос телекомас» и «ТЕО». Вильнюсский «Кибиркштис-МРУ» дважды становился чемпионом под названием «Кибиркштис-Вичи», а «Айстес-ЛСМУ» становился чемпионом в сезоне 1993/1994 под названием «ЛККИ-Виктория». Чемпионы предыдущих лет «Лайсве», «Линтел 118», «Хоптранс-Сиренос», «Утена» и «Судува» — прекратили своё существование.
| Клуб             | Город            | Предыдущие названия                                             | Место в сезоне 2019/2020          | Примечание |
| ---------------- | ---------------- | --------------------------------------------------------------- | --------------------------------- | ---------- |
| Вичи-Айстес      | Каунас           | Кибиркштис, Телерина, Летувос телекомас, ТЕО (все — за Вильнюс) | упразднён перед сезоном 2012/2013 | [ 2 ]      |
| Кибиркштис-МРУ   | Вильнюс          | Кибиркштис-Вичи                                                 | 1                                 | [ 3 ]      |
| Айстес-ЛСМУ      | Каунас           | ЛККИ-Виктория                                                   | 2                                 | [ 4 ]      |
| Лайсве           | Каунас           |                                                                 | упразднён перед сезоном 2011/2012 | [ 5 ]      |
| Хоптранс-Сиренос | Каунасский район |                                                                 | упразднён перед сезоном 2018/2019 | [ 6 ]      |
| Судува           | Мариямполе       |                                                                 | упразднён                         | [ 7 ]      |
| Утена            | Утена            |                                                                 | упразднён                         | [ 8 ]      |
| Линтел 118       | Вильнюс          |                                                                 | упразднён                         | [ 9 ]      |

## Чемпионы
Наиболее титулованным клубом Литвы является Вичи-Айстес.
Сезон 2019/2020 был завершён досрочно решением руководства лиги из-за пандемии COVID-19. Чемпионом признали лидера регулярного сезона вильнюсский Кибиркштис-МРУ

### Чемпионат Литвы
| Сезон     | Клуб          | Город   |
| --------- | ------------- | ------- |
| 1990/1991 | Кибиркштис    | Вильнюс |
| 1991/1992 | Кибиркштис    | Вильнюс |
| 1992/1993 | Кибиркштис    | Вильнюс |
| 1993/1994 | ЛККИ-Виктория | Каунас  |

### Литовская женская баскетбольная лига
| Сезон     | Клуб              | Город            |
| --------- | ----------------- | ---------------- |
| 1994/1995 | Телерина          | Вильнюс          |
| 1995/1996 | Летувос телекомас | Вильнюс          |
| 1996/1997 | Лайсве            | Каунас           |
| 1997/1998 | Лайсве            | Каунас           |
| 1998/1999 | Лайсве            | Каунас           |
| 1999/2000 | Летувос телекомас | Вильнюс          |
| 2000/2001 | Летувос телекомас | Вильнюс          |
| 2001/2002 | Линтел 118        | Вильнюс          |
| 2002/2003 | Летувос телекомас | Вильнюс          |
| 2003/2004 | Летувос телекомас | Вильнюс          |
| 2004/2005 | Летувос телекомас | Вильнюс          |
| 2005/2006 | Летувос телекомас | Вильнюс          |
| 2006/2007 | ТЕО               | Вильнюс          |
| 2007/2008 | ТЕО               | Вильнюс          |
| 2008/2009 | ТЕО               | Вильнюс          |
| 2009/2010 | ТЕО               | Вильнюс          |
| 2010/2011 | Вичи-Айстес       | Каунас           |
| 2011/2012 | Вичи-Айстес       | Каунас           |
| 2012/2013 | Кибиркштис-Вичи   | Вильнюс          |
| 2013/2014 | Кибиркштис-Вичи   | Вильнюс          |
| 2014/2015 | Утена             | Утена            |
| 2015/2016 | Хоптранс-Сиренос  | Каунасский район |
| 2016/2017 | Судува            | Мариямполе       |
| 2017/2018 | Хоптранс-Сиренос  | Каунасский район |
| 2018/2019 | Айстес-ЛСМУ       | Каунас           |
| 2019/2020 | Кибиркштис-МРУ    | Вильнюс          |

### По клубам
| Клуб             | Количество побед |
| ---------------- | ---------------- |
| Вичи-Айстес      | 17               |
| Кибиркштис-МРУ   | 3                |
| Лайсве           | 3                |
| Айстес-ЛСМУ      | 2                |
| Хоптранс-Сиренос | 2                |
| Судува           | 1                |
| Утена            | 1                |
| Линтел 118       | 1                |

### По городам
| Город            | Количество побед |
| ---------------- | ---------------- |
| Вильнюс          | 19               |
| Каунас           | 7                |
| Каунасский район | 2                |
| Мариямполе       | 1                |
| Утена            | 1                |

## Руководство
Первым президентом Литовской женской баскетбольной лиги стал инициатор её создания В. Вирбицкас. В 1998 году в лиге учреждена должность директора.

### Президенты
- 1994—1998 — В. Вирбицкас
- 1998—2001 — А. Жваляускас
- 2001—2007 — Виктор Успасских
- с 2007 года — Альгирдас Буткявичюс

### Директоры
- 1998—2001 — Эдас Ницкус
- с 2001 года — Аудра Гинелявичене

## Предыдущие сезоны
- Чемпионат Литвы по баскетболу среди женщин 2011/2012
- Чемпионат Литвы по баскетболу среди женщин 2012/2013
- Чемпионат Литвы по баскетболу среди женщин 2013/2014

## Источникт
- Lietuvos sporto enciklopedija: Lietuvos moterų krepšinio lyga, LMKL